# Cachoeira (distrito de Itatira)
Cachoeira é um distrito do município de Itatira, no estado do Ceará.

## Formação Administrativa
Pela lei municipal nº 303, de 24-04-1989, foram criados os distritos de Cachoeira e Morro Branco e anexado ao município de Itatira.